# 21 Comae Berenices

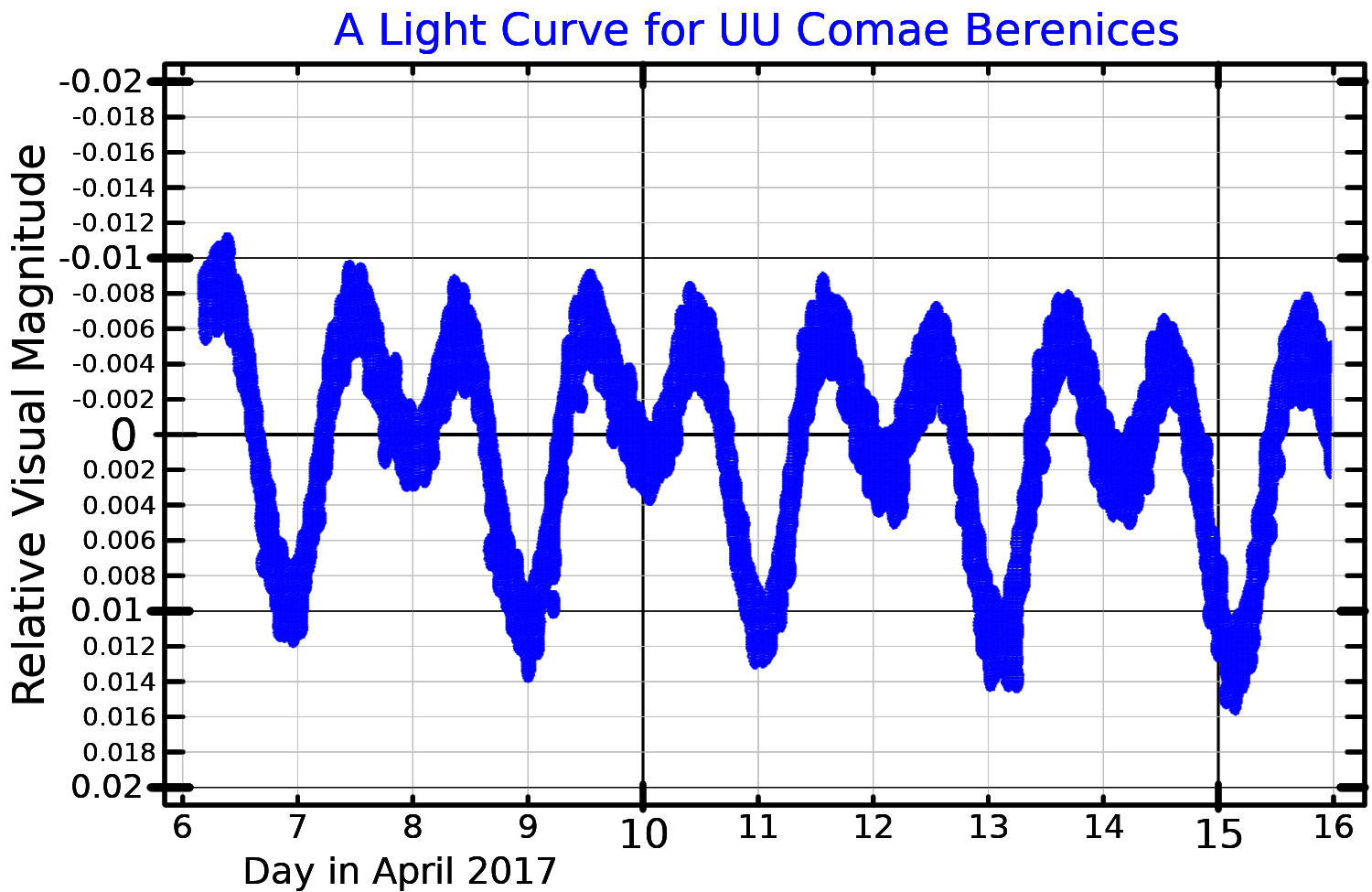
UU comaes ljuskurva

21 Comae Berenices, eller UU Comae Berenices, är en roterande variabel av Alfa2 Canum Venaticorum-typ (ACV) och Delta Scuti-typ (DSCT:) i stjärnbilden Berenikes hår.
21 Com varierar mellan visuell magnitud +5,41 och 5,46 utan någon fastställd periodicitet.